# Greg Laswell
Greg Laswell é um músico, engenheiro de som e produtor americano nascido no dia 26 de abril de 1974 na cidade de Long Beach, Califórnia. Mudou-se para San Diego, Califórnia, em 1998 e graduou-se na Universidade Nazarena de Point Loma. Já lançou sete álbuns de estúdio: Good Movie em 2003, Through Toledo em 2006, Three Flights from Alto Nido em 2008, Take a Bow em 2010, Landline em 2012, I Was Going to be an Astronaut em 2014 e, por fim,  Everyone Thinks I Dodged A Bullet em 2016. Foi casado com a cantora Ingrid Michaelson e, bem como ela, tem várias de suas músicas apresentadas em programas de televisão.

## Início de carreira
O músico nasceu em Long Beach e se mudou, em 1993, para San Diego, também na Califórnia. De 1998 até o começo do novo milênio, Laswell foi o líder da banda Shillglen, que tinha como membros: Chad Lansford (guitarra e voz adicional), Justin Skeesuck (guitarra), Michael de Neve (baixo), Marcel de Neve (bateria) e Matt Mintz (guitarra principal). A banda lançou um álbum intitulado Sometimes I Feel no fim de 1999. O grupo foi nomeado para os prêmios de Melhor Álbum Alternativo e Melhor Banda Alternativa no San Diego Music Awards de 2000. Até a metade de 2001, Shillglen contava com mais de 400 mil downloads de suas músicas através do site MP3.com. No entanto, a banda teve um fim silencioso em outubro de 2001 depois de Laswell sugerir que eles dessem um tempo. O grupo concordou, mas jamais reuniu-se novamente.
Greg lançou seu primeiro álbum solo em 2003. Chamado Good Movie, ele foi financiado e lançado pela própria gravadora de Laswell, All the Rest Records, e ganhou o prêmio de Melhor gravação local no San Diego Music Awards de 2004.

## Músicas que aparecem em séries ou filmes
De Through Toledo
- "Sing, Theresa Says"
  - One Tree Hill, janeiro de 2007
  - Cold Case, outubro de 2007
- "High and Low"
  - Without a Trace, outubro de 2006
  - Smallville, janeiro de 2007
- "Come Undone"
  - No trailer promocional de Veronika Decide Morrer, maio de 2009
  - No comercial de Friday Night Lights, setembro de 2009

De Three Flights from Alto Nido
- "Comes and Goes (In Waves)"
  - True Blood, outubro de 2008
  - Grey's Anatomy, outubro de 2008
  - Trailer promocional de Taking Chance, janeiro de 2009
- "How the Day Sounds"
  - Army Wives, julho de 2007
  - 90210, setembro de 2008
  - The Final Destination, agosto de 2009
  - Filme Sisters, dezembro de 2015
- "And Then You"
  - Grey's Anatomy, setembro de 2008.
  - Arrow, abril de 2014. Temporada 2, Episódio 20
  - Filme onde estamos destinados a estar, julho de 2017
- "Days Go On"
  - Grey's Anatomy, outubro de 2008
- "Sweet Dream"
  - Dollhouse, março de 2009
  - Parenthood, abril de 2011

De Take a Bow
- "Goodbye"
  - The Hills, maio de 2010
  - Grey's Anatomy, outubro de 2010
- "Take a Bow"
  - Parenthood, setembro de 2010
  - Friends with Benefits, julho de 2011
- "Let It Ride"
  - Life Unexpected, outubro de 2010
- "Come Clean"
  - Wentworth, julho de 2014

De Everyone Think's I Dodged a Bullet
- "Dodged a Bullet"
  - The Blacklist, maio de 2016

Faixas sem álbuns
- "What a Day"
  - Danika, dezembro de 2006
  - Numb3rs, maio de 2007
  - Canterbury's Law, março de 2008
  - Grey's Anatomy, abril de 2008
  - CSI: Miami, outubro de 2009
  - Beauty & the Beast (telessérie de 2012), janeiro de 2014
- "Girls Just Wanna Have Fun"
  - The Hills, 2007
  - Damages, 2008
  - Confessions of a Shopaholic, fevereiro de 2009
  - My Sister's Keeper, junho de 2009
  - Glee , novembro de 2011
  - The Carrie Diaries, janeiro de 2013
  - Suburgatory, março de 2013
- "Off I Go"
  - Grey's Anatomy, maio de 2009
  - House, M.D.
  - NCIS, setembro de 2010
  - One Tree Hill, outubro de 2010
  - Parenthood, fevereiro de 2011
- "Your Ghost"
  - Ghost Whisperer, setembro de 2006
  - Grey's Anatomy, outubro de 2009
  - Dollhouse, dezembro de 2009
  - Verbotene Liebe, 2010
- "This Woman's Work"
  - Série Three Rivers, novembro de 2009
  - The Vampire Diaries, outubro de 2011
- "In Spite of Me"
  - Grey's Anatomy, novembro de 2009